# Aleja marsz. Edwarda Śmigłego-Rydza w Łodzi
Aleja marsz. Edwarda Śmigłego-Rydza – aleja w Łodzi o długości ok. 3,3 km, będąca jedną z najważniejszych arterii komunikacyjnych miasta, położona na terenie dzielnic Widzew i Górna. W całości stanowi fragment drogi krajowej nr 14. Biegnie południkowo od alei Piłsudskiego na północy do ronda Broniewskiego na południu. Jest południowym przedłużeniem ulicy Kopcińskiego i jednocześnie północnym przedłużeniem ulicy Niższej. Aleja jest dwujezdniowa na całej długości i posiada torowisko tramwajowe. Skrzyżowanie z aleją Piłsudskiego jest nazywane nieformalnie „skrzyżowaniem marszałków”.

## Historia
W miejscu dzisiejszej alei jeszcze na początku XX w. istniała krótka, piaszczysta ulica Wandy ciągnąca się na południe od ulicy Głównej (obecnie Piłsudskiego). Prowadziła ona do kościoła św. Anny. W 1915 r. połączono ją z ulicą Żelazną, i mimo tego, że ulice te stanowiły jeden ciąg, zachowano ich odrębne nazewnictwo. W czasie okupacji niemieckiej nazywała się Eylaustrasse. W latach 1968–1970 ulicę znacznie poszerzono i doprowadzono do ulicy Przybyszewskiego. Wtedy też nadano jej nazwę na cześć Jana Promińskiego – łódzkiego robotnika, członka socjaldemokracji Królestwa Polskiego, organizatora obchodów pierwszomajowych, demonstracji i strajków. W 1977 r. miało miejsce kolejne przedłużenie ulicy na południe, aż do ulicy Niższej. Wtedy to wchłonęła ona ulicę Demokratyczną, która w latach 1939-1945 nazywała się Würzburg Strasse, a przed I wojną światową Piękna. W 1991 r. nazwę ulicy przemianowano na „aleja marsz. Edwarda Śmigłego-Rydza”.

## Ważniejsze miejsca
- nr 20 – „budynek Próchnika” – wieżowiec, wybudowany w latach 1975-1976 przez Przedsiębiorstwo Budownictwa Przemysłowego, do 1998 najnowocześniejszy gmach produkcyjny w Łodzi (były tu fabryka i biura), w latach 2007–2009 gruntownie przebudowany na biurowiec Cross Point, obecnie własność firmy Mermaid Properties[6]
- nr 24/26 – kościół św. Anny, wzniesiony w stylu neoromańskim w latach 1904-1905[7]
- Park Nad Jasieniem – w rejonie skrzyżowania z ulicą Tymienieckiego